# Herrhausen am Harz
Herrhausen ist ein Ortsteil von Seesen in Niedersachsen im Landkreis Goslar.

## Geografie
Herrhausen liegt auf etwa 210 m ü. NN Höhe direkt am westlichen Rand des Harzes, hat eine Fläche von 550 ha und 725 Einwohner (Stand Juni 2018). Am Ortsrand befindet sich die Nettequelle. Der gleichnamige Fluss Nette fließt durch den Ort bis nach Holle im Landkreis Hildesheim, wo er dann in die Innerste mündet. Verkehrstechnisch liegt Herrhausen an der Bahnstrecke Herzberg–Seesen sowie an der Bundesstraße 242. Die benachbarten Ortschaften sind im Norden Seesen und im Süden Münchehof.

## Geschichte
Der Ort wurde am 4. Mai 947 erstmals in einer Urkunde König Ottos des Ersten als Gut Herrihusun erwähnt. Der Ortsname änderte sich zwölfmal in der Geschichte des Ortes (von Herrihusun bis Herrhausen). Ein frühes Bild der Ortschaft aus dem Jahre 1652 stammt von dem Kupferstecher Matthäus Merian.
Herrhausen war im August 1626 das Aufmarschgebiet zur Schlacht von Christian von Dänemark gegen Tilly nahe dem 10 km entfernten Lutter am Barenberge, in der der Dänenkönig geschlagen wurde. Bekannt wurde die Schlacht vom 27. August 1626 als die Schlacht bei Lutter. Dieser Erfolg Tillys war der Beginn des Endes des Dreißigjährigen Krieges.
Am 1. Juli 1972 wurde Herrhausen in die Stadt Seesen eingegliedert.

## Politik

### Ortsrat
Der Ortsrat, der Herrhausen vertritt, setzt sich aus sieben Mitgliedern zusammen. Die Ratsmitglieder werden durch eine Kommunalwahl für jeweils fünf Jahre gewählt.
Bei der Kommunalwahl 2021 ergab sich folgende Sitzverteilung:
| Ortsrat 2021Insgesamt 7 Sitze - SPD: 3 - parteilos: 1 - CDU: 3 |

### Wappen
Das Ortswappen zeigt einen brennenden Ast auf silbernen Grund. Der brennende Ast bezieht sich auf einen alten Kupferstich aus dem Jahr 1652. Dort ist in einem Wappenschild ein Ast abgebildet, zusätzlich sieht man Rauchsäulen von Köhlerstellen im Hintergrund. Der silberne Hintergrund symbolisiert die Nette. Das Wappenschild wird von einem blau-gelben Hintergrund umschlossen. Damit soll an die braunschweigische Geschichte erinnert werden, da Herrhausen seit je her ein braunschweigisches Dorf war.

## Infrastruktur
Im Ort gibt es einen kleinen Lebensmittelladen mit integrierter Bäckerei.

### Haltepunkt Herrhausen
Herrhausen besaß einen Haltepunkt an der Bahnstrecke Herzberg–Seesen. Er ist heute stillgelegt.

## Kultur und Sehenswürdigkeiten

### Bauwerke
Die evangelische Sankt-Georg-Kirche wurde zwischen 1651 und 1652 auf dem Standort einer im Dreißigjährigen Krieg Anno 1630 beschädigten Kirche neu aufgebaut. Von der alten Kirche ist noch eine Glocke vorhanden, sie wird im Braunschweigischen Landesmuseum aufbewahrt. An der Inschrift ist zu erkennen, dass sie aus dem Jahre 1580 stammt.
Aus einem seitlich an der Kirche angebrachten Wappen erfährt man, dass der Bau 761 Gulden gekostet hat. Hauptförderer waren:
- Ihro Königl. Majestedt aus Schweden Carol Gustav 50 Gulden
- Ihro Khurfürstl. Durchl. zu Brandenb. Friedrich Wilhelm 30 Gulden
- Dero Fr. Mutter 10 Gulden
- Der Schwedische Herr Feld Marschall Wittenberg 20 Gulden

Die Kirche wurde „…ohne die geringste beysteuer der Einwohner alhier erbauet, doch haben dieselbe mit Handlangungen und beyschaffung der Materialien mehrentheils fleißig geholfen sonderlich welche Pferde haben…“
Von den auf dem Wappen namentlich erwähnten Einwohnern mit Hilfeleistungen existieren bis heute noch die Familien Appun, Garburg, Just, Mackensen und Millies in Herrhausen.
Die St. Georg-Kirche ist nach Osten ausgerichtet und aus Bruchsteinen gemauert. Ein hölzerner Opferstock stammt aus dem Jahre 1645. Für beide Weltkriege mussten die Glocken abgegeben werden und wurden eingeschmolzen. Die heutige Glocke stammt aus dem Jahre 1947 und wurde von zwei Familien aus Dankbarkeit für die Heimkehr ihrer Söhne aus dem Krieg gestiftet.

## Persönlichkeiten
Persönlichkeiten, die vor Ort gewirkt haben
- Jonas Kahle, Pfarrer. „Jonas Kahle dieser ist der erste Luterige und der Ungeänderten Augspurgischen Confesion zu gethaner Prediger zu Herrhausen und Engelade gewesen. Er hat die Formulam Cocordiae noch mit unterschrieben …“ (Aus der Kirchenchronik „Corpus Bonorum“, Formula Concordiae – Zusammenschluss und Bekenntnis der Protestanten im Jahr 1577).
- Gustav Adolf Keck, Pfarrer. * 19. Juni 1867, † 11. März 1944

Pfarrer in Herrhausen von 1897 bis 1933. Mitglied des Braunschweigischen Landtages, Vizepräsident des ersten Braunschweigischen Landtages 1918. Er war ein aufrichtiger Demokrat. Er wurde 1933 inhaftiert weil er standhaft seine demokratische Meinung äußerte.
Er ist der einzige Herrhäuser der im „Braunschweigischen Biographischen Lexikon des 19. und 20. Jahrhunderts“ aufgenommen wurde. Darin ist folgender Satz geschrieben: „Daß er für seine biblisch gegr. pazifistischen Grundgedanken ins Gefängnis geworfen wurde und sein Pfarramt verlassen mußte, ehrt ihn.“